# Strymon yojoa
Strymon yojoa is een vlinder uit de familie van de Lycaenidae. De wetenschappelijke naam van de soort werd als Thecla yojoa in 1866 gepubliceerd door Reakirt.

## Synoniemen
- Thecla beroea Hewitson, 1868